# خیال‌پردازی معاصر

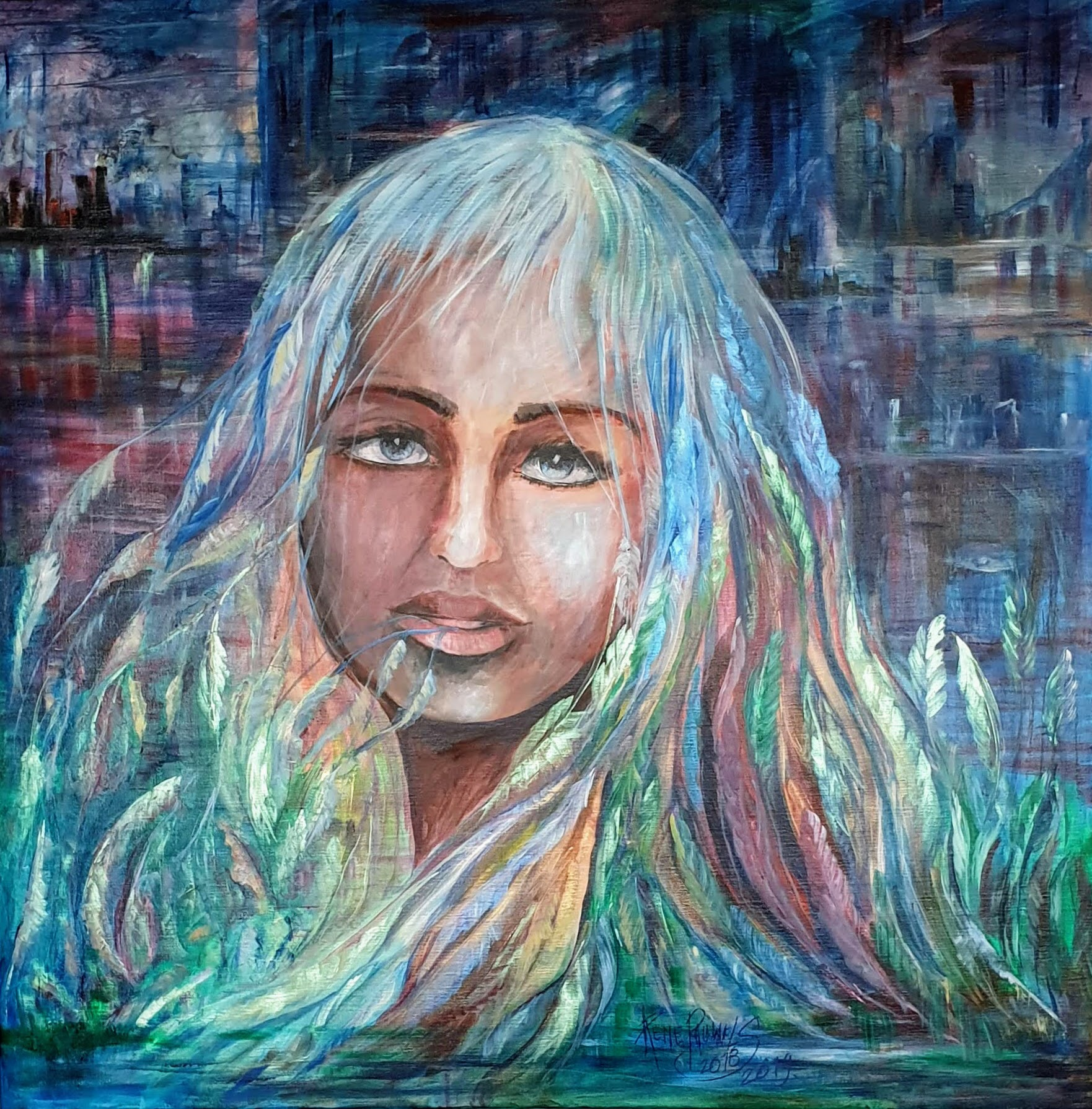
این نقاشی‌ها بیشتر از فیگورها و پرتره‌ها الهام گرفته شده‌اند. شیوه‌ای که انسان‌ها در آن، نتیجه خطوط و رنگ‌های پیشین هستند که در ذهن هنرمند متولد شده‌اند.

خیال‌پردازی معاصر (به انگلیسی: Contemporary fantasy) زیرگونه‌ای از گونهٔ خیال‌پردازی است که در آن داستان در محیطی امروزی و معاصر رخ می‌دهد و عامل‌های تأثیرگذار بر آن عوامل زندگی امروزی هستند.
ماجرای خیلی از داستان‌های خیال‌پردازی در گذشته‌های دور می‌گذرد. بیشتر در جوامع کشاورزی یا حتی پیش از آن. مثال‌ها آن‌قدر هستند که بتوان آن‌ها را جریان غالب خواند. حتی بعضی به صراحت به آن اشاره کرده‌اند. خیال‌پردازی‌هایی هم هستند که قهرمان در آن‌ها از زمان معاصر به دنیایی با آن خصوصیات پرتاب می‌شود. به دنیاهایی که چیزهایی مثل منجنیق و باروت هم دور از ذهن می‌رسند.
داستان‌های خیال‌پردازی امروزی در دنیای معاصر بافته شده‌اند. مثلاً چیزی از طرف شب کار سایمون آر گرین را در نظر بگیرید. چیزی از طرف شب، در دنیایی کاملاً امروزی می‌گذرد. دنیای نایت‌ساید که جایی در لندن است، کاملاً مدرن است. جان تیلور، قهرمان داستان، حتی تلفن همراه هم دارد:
«… تا پیش از این هیچ وقت به خودم دردسر حمل تلفن همراه نداده بودم. تلفن همراه در نایت‌ساید می‌تواند هر چیزی از اجنهٔ ماشین‌ها، تا ارواح سرگردان، تا موجوداتی از ابعاد دیگر را به سوی شما بکشد. و وقتی یکی از آن‌ها وارد تلفن شد … بقیه‌اش را ندانید برای سلامت عقل بهتر است.»
ایدهٔ این دست داستان‌ها، تا حدی گیج‌کننده‌است. فضایی در مقابل خواننده قرار می‌دهند که تا ابدیت می‌رود. هیچ محدودیتی وجود ندارد و با این همه قهرمان با مبارزه‌طلبی‌هایی سخت روبرو می‌شود و به هر روی از پس آن‌ها برمی‌آید.
در این دست داستان‌ها هم عوامل مشخص کنندهٔ خیال‌پردازی و جادو هست و هم دنیای نوین. شاید هری پاتر هم به نظر از همین دست داستان‌ها برسد، اما آن را نمی‌توان جزو این دسته شمرد. رولینگ با عنوان کردن اینکه ساخته‌های «ماگل‌ها» در دنیای جادویی کار نمی‌کنند، خودش را از شر آن‌ها راحت کرده. دنیای رولینگ جادو دارد و بس، شمشیری اگر هست، جادویی است.
در دنیای خیال‌پردازی‌های معاصر، هم عوامل زندگی نوین حضور مؤثر دارند و از قوانین خودشان پیروی می‌کنند، هم قوانین نیوتن برقرارند و هم اصول ترمودینامیک. انسان‌ها، این‌جا ابرانسان نیستند. انسان‌های کوچک انسان هستند. هم ضعف دارند و هم تردید و یک‌باره هم از این رو به آن رو نمی‌شوند و «گوهرهای پنهان» را کشف نمی‌کنند.
در خیال‌پردازی‌های معاصر، داستان، مبارزه‌طلبی معمولاً خود انسان است. خود قهرمان.